# Delosperma dyeri
Delosperma dyeri es una especie de planta suculenta perteneciente a la familia de las aizoáceas. Es nativa de Sudáfrica.

## Descripción
Es una pequeña planta suculenta perennifolia que se encuentra  a una altitud de  1300 - 1600 metros en Sudáfrica.

## Taxonomía
Delosperma dyeri fue descrita por Harriet Margaret Louisa Bolus y publicado en Notes Mesembrianthemum 1: 135. 1928.
Etimología
Delosperma: nombre genérico que deriva de las palabras griegas: delos = "abierto" y sperma = "semilla"  donde hace referencia al hecho de que las semillas son visibles en las cápsulas abiertas.
dyeri: epíteto otorgado en honor del botánico William Turner Thiselton Dyer.